# Basic Interoperable Scrambling System
Basic Interoperable Scrambling System, geläufiger als BISS, ist ein Verschlüsselungssystem für Satellitenfernsehen, das von der European Broadcasting Union und einem Konsortium von Hardwareproduzenten entwickelt wurde.
Die Übertragung eines BISS-verschlüsselten Senders erfolgt mittels eines zwölf Hexadezimalziffern breiten Sitzungsschlüssels, der zwischen der TV-Station und dem Empfänger im Voraus ausgehandelt wird. BISS wird unter anderem für den Feed von earthTV genutzt, der unter anderem vom deutschen Nachrichtensender N24 genutzt wird. Auch viele andere Feeds, insbesondere für Pay-TV, verwenden BISS. TRT verwendet es zeitweise auf 42° Ost, z. B. für Bundesliga-Übertragungen, während auf 7° Ost Irdeto2 verwendet wird. Die BBC nutzt BISS auf Intelsat 907 27,5° West für die DVB-T-Zuspielung.